# 藍河控股
藍河控股有限公司，簡稱藍河控股（英語：Blue River Holdings Limited，港交所：0498、FWB：PYW、OTCBB：PYIFY
）是一家香港综合企业公司。

## 历史
於1993年由當時國際德祥集團有限公司（金匡企業有限公司前身）成立，當時經營香港建築行業，現時為德祥企業集團有限公司旗下，前身為「保華德祥建築集團有限公司」。
主席為鄺啟成。現時業務經營基建投资、营运中国长江流域之大宗散货港口及物流设施、土地及房产之开发及投资业务、工程及房地产相关的服务（也就是持有保華建業49%股權、持有路易十三集團9%股權）。
該股份在1993年9月21日於港交所主板上市。總部位於香港九龍觀塘鴻圖道51號保華企業中心33樓。公司於2021年5月12日由保華集團(PYI CORP)改名為藍河控股(BLUE RIVER HLDG)。

## 連結
- pyicorp.com （页面存档备份，存于）